# Бекаури, Владимир Иванович
Владимир Иванович Бекаури (27 декабря 1882, Тифлисская губерния — 8 февраля 1938) — советский инженер-изобретатель, руководитель Остехбюро.

## Биография
Владимир Бекаури родился в семье однодворца в селе Али (по некоторым сведениям в селе Китохи) в 90 км от Тбилиси. В 1905 году закончил Михайловское техническое железнодорожное училище в Тифлисе. С 1907 года жил в Санкт-Петербурге, занимался конструированием и изготовлением металлических сейфов. Автор нескольких изобретений в области телеграфии и железнодорожного транспорта.
В конце 1920 года В. И. Бекаури вместе с академиком В. Н. Ипатьевым организовал Экспериментальную мастерскую по новейшим изобретениям (Эксмани) при Государственном научно-техническом институте.

## Остехбюро
Когда в 1921 году по указанию правительства было организовано Остехбюро — Особое техническое бюро при ВСНХ РСФСР — Бекаури был назначен его начальником.
Под его руководством Остехбюро стало крупнейшим центром по разработке направлений, имевших важное оборонное значение. Он курировал и лично участвовал в различных проектах бюро: минно-торпедного оружия, систем телеуправления, радиоуправляемых мин и т. д.

## Арест, расстрел и реабилитация
В 1937 году арестован и 8 февраля 1938 года расстрелян по обвинению в шпионаже в пользу Германии. Определением Верховного Суда СССР от 9 июня 1956 года реабилитирован.

## Награды
- Почётная грамота Реввоенсовета
- орден Ленина
- орден Красного Знамени
- орден Красной Звезды

## О нём
- გოგიძე შ., გამომგონებელი ვლადიმერ ბექაური, თბ., 1968  (груз.)